# Montgivray
Montgivray est une commune française située dans le département de l'Indre, en région Centre-Val de Loire.

## Géographie

### Localisation
La commune est située dans le sud-est du département, dans la région naturelle du Boischaut Sud.
Les communes limitrophes sont : La Châtre (2 km), Nohant-Vic (3 km), Lourouer-Saint-Laurent (3 km), Lacs (4 km), Le Magny (4 km), Sarzay (6 km) et Chassignolles (8 km).
Les communes chefs-lieux et préfectorales sont : La Châtre (2 km), Châteauroux (32 km), Issoudun (38 km) et Le Blanc (70 km).

### Hameaux et lieux-dits
Les hameaux et lieux-dits de la commune sont : l'Avocat, Champeaux, Chavigner, la Fremenelle, la Justice, Lalœuf, les Maisons Brûlées, Preugnarnault, les Ribattes, Pouzelas, Urmont, Vielleville,.

### Géologie et hydrographie
La commune est classée en zone de sismicité 2, correspondant à une sismicité faible.
Le sous-sol est pour l'essentiel composé de marnes schisteuses. Le territoire communal est arrosé par les rivières Indre et Couarde.

### Climat
Pour des articles plus généraux, voir Climat du Centre-Val de Loire et Climat de l'Indre.
En 2010, le climat de la commune est de type climat océanique dégradé des plaines du Centre et du Nord, selon une étude du CNRS s'appuyant sur une série de données couvrant la période 1971-2000. En 2020, Météo-France publie une typologie des climats de la France métropolitaine dans laquelle la commune est exposée à un climat océanique altéré et est dans la région climatique Ouest et nord-ouest du Massif Central, caractérisée par une pluviométrie annuelle de 900 à 1 500 mm, maximale en automne et en hiver.
Pour la période 1971-2000, la température annuelle moyenne est de 11,3 °C, avec une amplitude thermique annuelle de 15,2 °C. Le cumul annuel moyen de précipitations est de 814 mm, avec 11,7 jours de précipitations en janvier et 7,3 jours en juillet. Pour la période 1991-2020, la température moyenne annuelle observée sur la station météorologique de Météo-France la plus proche, « St-christophe », sur la commune de Saint-Christophe-en-Boucherie à 14 km à vol d'oiseau, est de 11,9 °C et le cumul annuel moyen de précipitations est de 850,4 mm,. Pour l'avenir, les paramètres climatiques de la commune estimés pour 2050 selon différents scénarios d'émission de gaz à effet de serre sont consultables sur un site dédié publié par Météo-France en novembre 2022.

### Voies de communication et transports
Le territoire communal est desservi par les routes départementales : 41A, 49, 49A, 72, 73, 940 et 943.
La gare ferroviaire la plus proche est la gare de Châteauroux, à 33 km.
Montgivray est desservie par la ligne F du Réseau de mobilité interurbaine.
L'aéroport le plus proche est l'aéroport de Châteauroux-Centre, à 37 km.
Le territoire communal est traversé par : le sentier de grande randonnée 46, le sentier de grande randonnée 654 et par le sentier de grande randonnée de pays : Sur les pas des maîtres sonneurs.
La commune possède un poste source sur son territoire qui est situé au lieu-dit les Maisons Brulées.

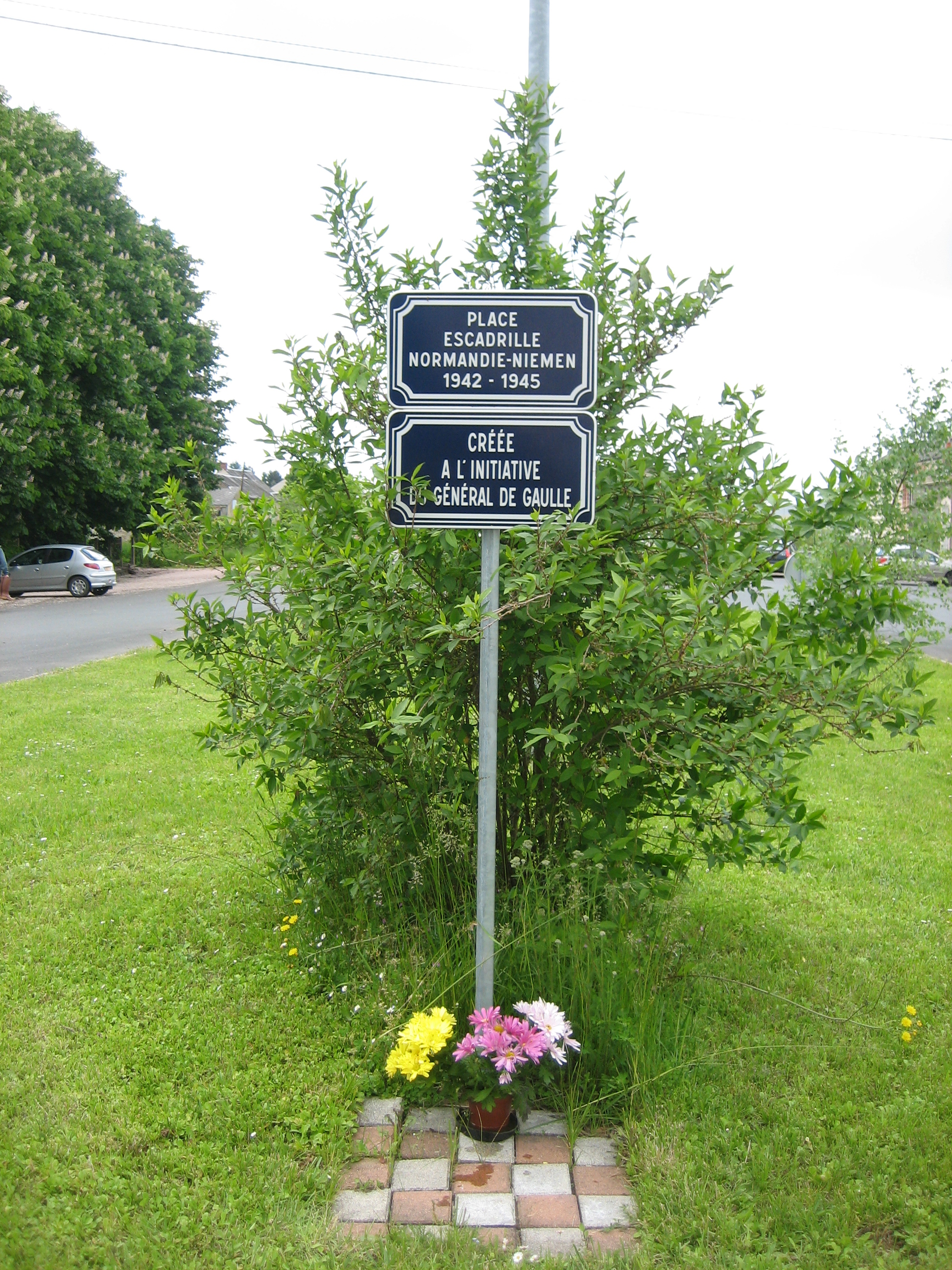
La place NormandIe-Niemen en 2013.

## Urbanisme

### Typologie
Au 1er janvier 2024, Montgivray est catégorisée commune rurale à habitat dispersé, selon la nouvelle grille communale de densité à sept niveaux définie par l'Insee en 2022.
Elle appartient à l'unité urbaine de La Châtre, une agglomération intra-départementale regroupant quatre  communes, dont elle est une commune de la banlieue,,. Par ailleurs la commune fait partie de l'aire d'attraction de La Châtre, dont elle est une commune de la couronne,. Cette aire, qui regroupe 14 communes, est catégorisée dans les aires de moins de 50 000 habitants,.

### Occupation des sols
L'occupation des sols de la commune, telle qu'elle ressort de la base de données européenne d’occupation biophysique des sols Corine Land Cover (CLC), est marquée par l'importance des territoires agricoles (93,2 % en 2018), une proportion sensiblement équivalente à celle de 1990 (93,9 %). La répartition détaillée en 2018 est la suivante : 
terres arables (39,7 %), prairies (37,7 %), zones agricoles hétérogènes (15,8 %), zones urbanisées (5,1 %), zones industrielles ou commerciales et réseaux de communication (1,7 %). L'évolution de l’occupation des sols de la commune et de ses infrastructures peut être observée sur les différentes représentations cartographiques du territoire : la carte de Cassini (XVIIIe siècle), la carte d'état-major (1820-1866) et les cartes ou photos aériennes de l'IGN pour la période actuelle (1950 à aujourd'hui).

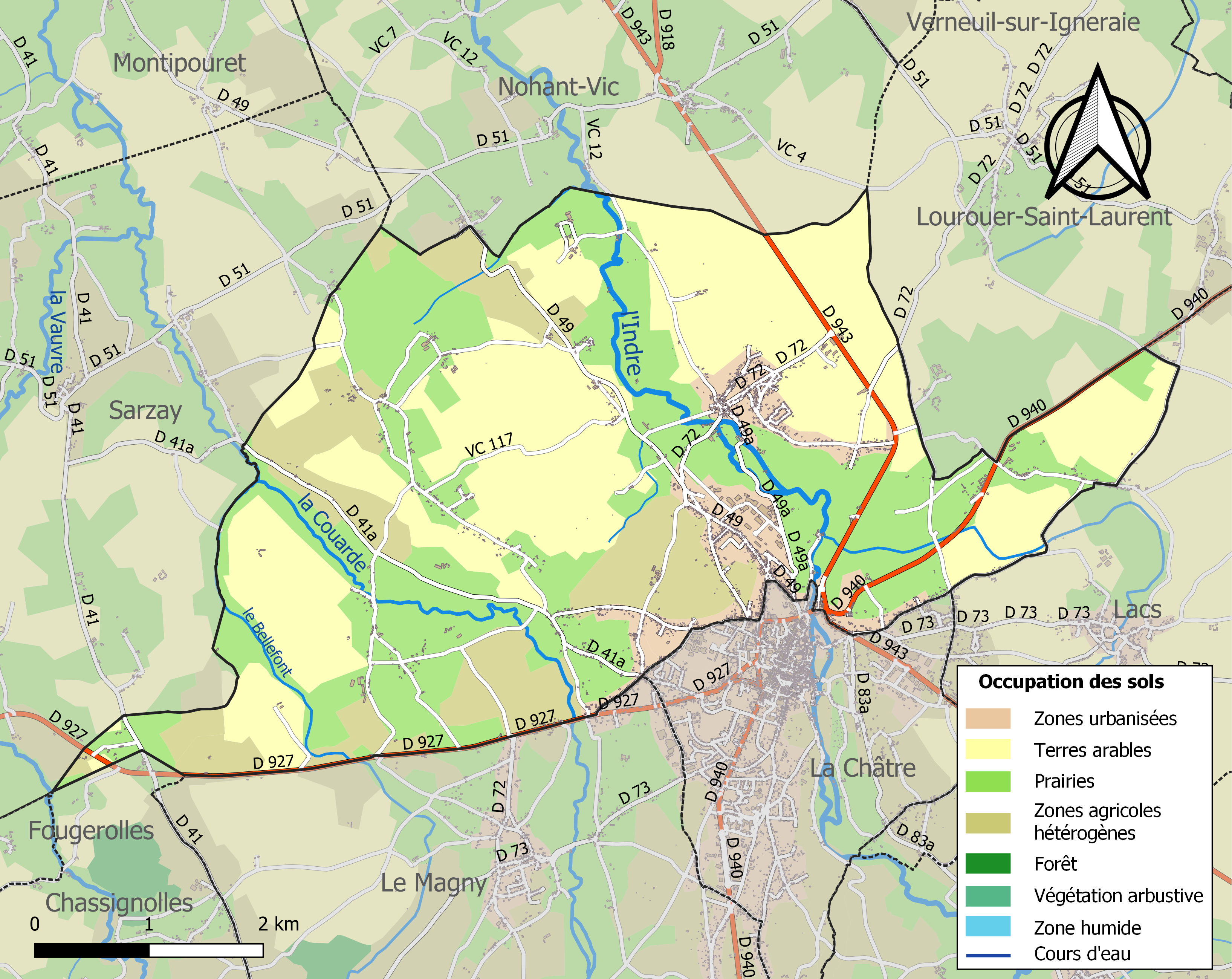
Carte des infrastructures et de l'occupation des sols de la commune en 2018 (CLC).

### Logement
Le tableau ci-dessous présente le détail du secteur des logements de la commune :
| Date du relevé                                              | 2013   |
| Nombre total de logements                                   | 922    |
| Résidences principales                                      | 82 %   |
| Résidences secondaires                                      | 7,5 %  |
| Logements vacants                                           | 10,5 % |
| Part des ménages propriétaires de leur résidence principale | 80,7 % |

### Risques majeurs
Le territoire de la commune de Montgivray est vulnérable à différents aléas naturels : météorologiques (tempête, orage, neige, grand froid, canicule ou sécheresse), inondations, mouvements de terrains et séisme (sismicité faible). Il est également exposé à un risque technologique, le transport de matières dangereuses. Un site publié par le BRGM permet d'évaluer simplement et rapidement les risques d'un bien localisé soit par son adresse soit par le numéro de sa parcelle.

#### Risques naturels
Certaines parties du territoire communal sont susceptibles d’être affectées par le risque d’inondation par débordement de cours d'eau, notamment la Couarde et l'Indre. La commune a été reconnue en état de catastrophe naturelle au titre des dommages causés par les inondations et coulées de boue survenues en 1982, 1985, 1999 et 2020,.

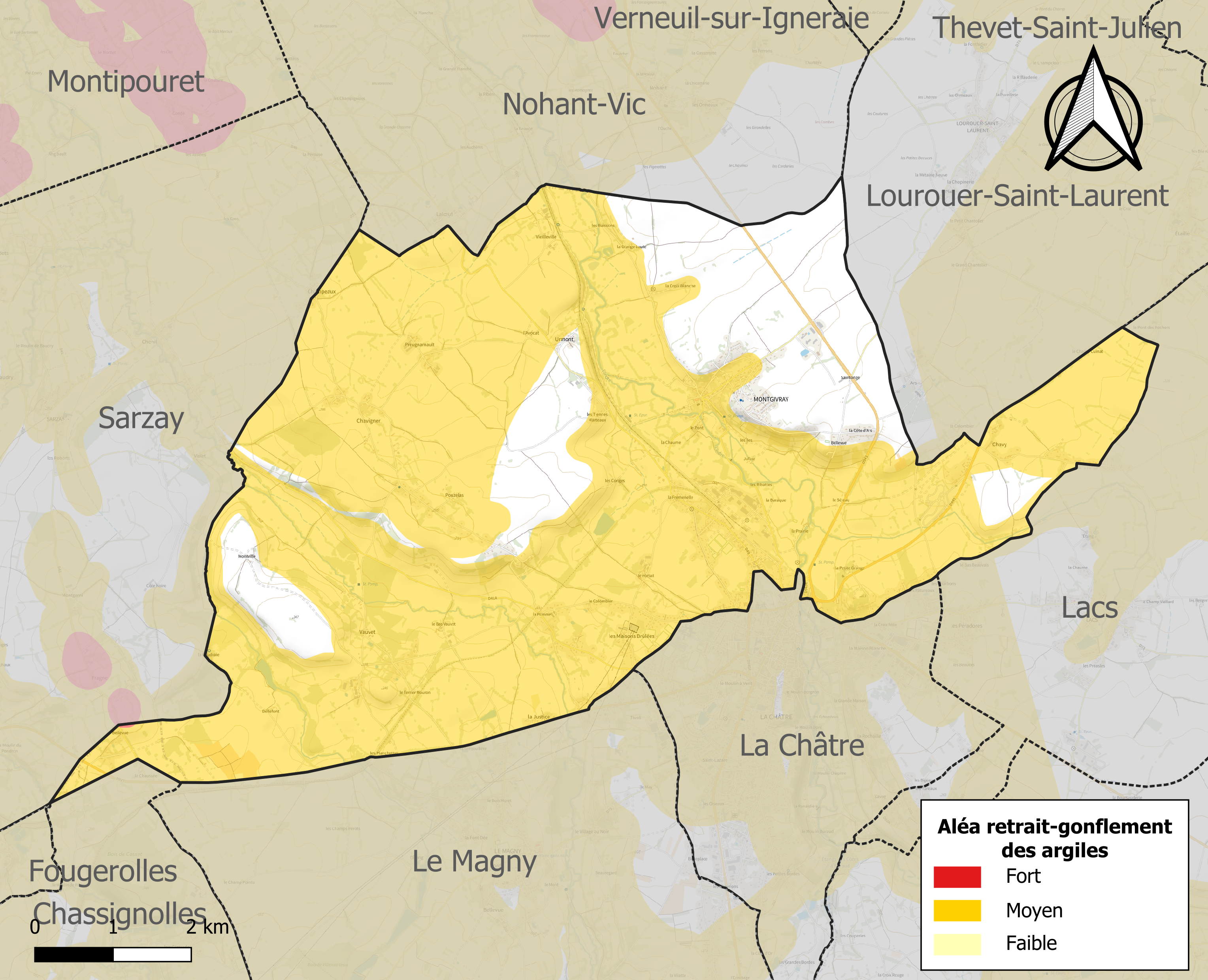
Carte des zones d'aléa retrait-gonflement des sols argileux de Montgivray.

Les mouvements de terrains susceptibles de se produire sur la commune sont des tassements différentiels.
Le retrait-gonflement des sols argileux est susceptible d'engendrer des dommages importants aux bâtiments en cas d’alternance de périodes de sécheresse et de pluie. 79,5 % de la superficie communale est en aléa moyen ou fort (84,7 % au niveau départemental et 48,5 % au niveau national). Sur les 954 bâtiments dénombrés sur la commune en 2019, 760 sont en aléa moyen ou fort, soit 80 %, à comparer aux 86 % au niveau départemental et 54 % au niveau national. Une cartographie de l'exposition du territoire national au retrait gonflement des sols argileux est disponible sur le site du BRGM,.
Concernant les mouvements de terrains, la commune a été reconnue en état de catastrophe naturelle au titre des dommages causés par la sécheresse en 1989, 1991, 1992, 2002, 2016, 2018 et 2019 et par des mouvements de terrain en 1999.

#### Risques technologiques
Le risque de transport de matières dangereuses sur la commune est lié à sa traversée par des infrastructures routières ou ferroviaires importantes ou la présence d'une canalisation de transport d'hydrocarbures. Un accident se produisant sur de telles infrastructures est en effet susceptible d’avoir des effets graves au bâti ou aux personnes jusqu’à 350 m, selon la nature du matériau transporté. Des dispositions d’urbanisme peuvent être préconisées en conséquence.

## Toponymie
On relève les formes suivantes du nom de Montgivray : Maugivrayo en 1273, Maugivray en 1289 et Montgivret au XVIIIe siècle. Le « mont » de Montgivray ne désigne pas, ici, une hauteur mais est vraisemblablement une altération de « mau » (mauvais). Quant à « givray », il devrait s’agir d’un nom de personne gaulois Gabrius (du gaulois gaboro, chèvre), auquel s'est ajouté le suffixe iacus. L’étymologie désigne donc un lieu (ou une personne) de mauvaise réputation.
Ses habitants sont appelés les Montgivrains.

## Histoire
La première mention connue du nom de Montgivray remonte à 1273.
Voici quelques noms des seigneurs locaux : Guyot de Ceris (1368), Guichard Rossin (1432), Jean Tripet (1457), François de Lignières (1473), Olivier Guérin (1500), Barthélémy de Guéret (1629), François Hernet (1735) et Perault (1789).
Par ordonnance royale du 20 avril 1820, le territoire communal est amputé de onze hectares : « l’hospice et le cimetière de La Châtre, avec les maisons, jardins, terrains et prés adjacents… sont soustraits de la commune de Montgivray et réunis au territoire de La Châtre ».
Le samedi 18 août 2012, une station du réseau de Météo-France située sur la commune a relevé la valeur exceptionnelle de 42,3 °C. Détentrice du nouveau record absolu de chaleur dans le département de l'Indre, elle est surtout la valeur la plus élevée relevée en France lors de l'année 2012.

## Politique et administration
La commune dépend de l'arrondissement de La Châtre, du canton de Neuvy-Saint-Sépulchre, de la deuxième circonscription de l'Indre et de la communauté de communes de La Châtre et Sainte-Sévère.
Elle dispose d'une agence postale communale.
Montgivray est jumelée depuis 1998, avec la commune de M'Bagne, en Mauritanie.
| Période    | Période   | Identité            | Étiquette | Qualité                                                                                          |
| ---------- | --------- | ------------------- | --------- | ------------------------------------------------------------------------------------------------ |
| avant 1941 | ?         | André Demay         |           | Ingénieur agronome, minotier Nommé membre de la Commission administrative départementale en 1941 |
| juin 1995, | mars 2014 | Jean-Claude Coutier | PS        | Retraité des travaux publics de l’État                                                           |
| mars 2014  | En cours  | Michel Blin         | DVD       | Conseiller départemental de l'Indre depuis novembre 2016                                         |

## Population et société

### Démographie
L'évolution du nombre d'habitants est connue à travers les recensements de la population effectués dans la commune depuis 1793. Pour les communes de moins de 10 000 habitants, une enquête de recensement portant sur toute la population est réalisée tous les cinq ans, les populations de référence des années intermédiaires étant quant à elles estimées par interpolation ou extrapolation. Pour la commune, le premier recensement exhaustif entrant dans le cadre du nouveau dispositif a été réalisé en 2006.

En 2022, la commune comptait 1 557 habitants, en évolution de −3,47 % par rapport à 2016 (Indre : −3 %, France hors Mayotte : +2,11 %).
| 1793 | 1800 | 1806 | 1821 | 1831 | 1836  | 1841  | 1846  | 1851  |
| ---- | ---- | ---- | ---- | ---- | ----- | ----- | ----- | ----- |
| 850  | 655  | 899  | 948  | 994  | 1 010 | 1 065 | 1 066 | 1 165 |

| 1856  | 1861  | 1866  | 1872  | 1876  | 1881  | 1886  | 1891  | 1896  |
| ----- | ----- | ----- | ----- | ----- | ----- | ----- | ----- | ----- |
| 1 120 | 1 170 | 1 220 | 1 294 | 1 335 | 1 388 | 1 521 | 1 523 | 1 574 |

| 1901  | 1906  | 1911  | 1921  | 1926  | 1931  | 1936  | 1946  | 1954  |
| ----- | ----- | ----- | ----- | ----- | ----- | ----- | ----- | ----- |
| 1 414 | 1 520 | 1 506 | 1 365 | 1 344 | 1 348 | 1 390 | 1 354 | 1 319 |

| 1962  | 1968  | 1975  | 1982  | 1990  | 1999  | 2006  | 2011  | 2016  |
| ----- | ----- | ----- | ----- | ----- | ----- | ----- | ----- | ----- |
| 1 336 | 1 479 | 1 465 | 1 517 | 1 661 | 1 681 | 1 672 | 1 696 | 1 613 |

| 2021  | 2022  | - | - | - | - | - | - | - |
| ----- | ----- | - | - | - | - | - | - | - |
| 1 556 | 1 557 | - | - | - | - | - | - | - |

### Enseignement
La commune dépend de la circonscription académique de La Châtre.

### Manifestations culturelles et festivités
Chaque année a lieu la  Fête des moissons.
Chaque dernier week-end de juillet, l'ANACR organise une cérémonie d'hommage à trois résistants de la municipalité morts pour la France : Jean Pacton, Pierre Bordas et Julie Lorient,.

### Médias
La commune est couverte par les médias suivants : La Nouvelle République du Centre-Ouest, Le Berry républicain, L'Écho - La Marseillaise, La Bouinotte, Le Petit Berrichon, L'Écho du Berry, France 3 Centre-Val de Loire, Berry Issoudun Première, Vibration, Forum, France Bleu Berry et RCF en Berry.

## Économie
La commune se situe dans l'unité urbaine de La Châtre, dans l’aire urbaine de La Châtre, dans la zone d’emploi de Châteauroux et dans le bassin de vie de La Châtre.
La commune se trouve dans l'aire géographique et dans la zone de production du lait, de fabrication et d'affinage du fromage Valençay.
Un camping est présent dans la commune. Il s'agit du camping municipal Solange Sand qui dispose de 70 emplacements.

## Culture locale et patrimoine

### Lieux et monuments
- Château néo-gothique : l'origine du château remonte jusqu'à 1130. Trente-deux propriétaires se sont succédé de 1227 à 1899. En 1956, il devient la mairie de Montgivray. Comme le dit Thalmann[50], c'est un château « sans histoires, sans tumulte, sans complot ». Après la Révolution, le château appartient, en 1837, à Hyppolite Chatiron, fils de Catherine Chatiron et Maurice Dupin, donc demi-frère de George Sand qui est d'ailleurs élevé avec la future George Sand à Nohant, comme elle l'écrit dans l'Histoire de ma vie. Après son décès en 1848, sa femme Émilie y vit jusqu'en 1870. Le château est vendu à Solange Clésinger, fille de George Sand, en 1875. L'architecte Alfred Dauvergne procède à une transformation importante de l'habitation. Le château est vendu en 1899. La demeure est à l'abandon jusqu'au rachat par la commune en 1956. La mairie en occupe une partie. Enfin en 1980, la commune acquiert des héritiers Aucante aussi la grange et les étables[51].
- Église Saint-Saturnin : le premier bâtiment de l'église, dédiée à saint Saturnin, remonte au Xe siècle. La construction de l'église actuelle débute dans la deuxième moitié du XIe siècle. L'arcade est du XIe siècle ; l'abside et les chapiteaux sont du XIIe siècle ; les deux premières travées de la nef sont du XIIe siècle. L'abside, en cul-de-four, est percée de trois fenêtres. L'église est inscrite à  l'inventaire général du patrimoine culturel[52], notamment pour une console et une statue de la Vierge à l'Enfant. L'église a été remaniée de nombreuses fois, avec adjonction de chapelles seigneuriales. L'abbé Lecomte, peintre amateur, a exécuté des peintures murales au début du XXe siècle[53].
- Monument aux morts : il est situé juste à côté du château, sur la place devant le chevet de l'église.
- Vieux pont : la route de La Châtre à Montgivray traverse l'Indre juste à l'entrée du bourg. Les restes du vieux pont sont visibles à côté de la route. Il est qualifié de « pont en ruine », sur l'atlas de Trudaine pour la généralité de Bourges, qui date de la deuxième moitié du XVIIIe siècle.

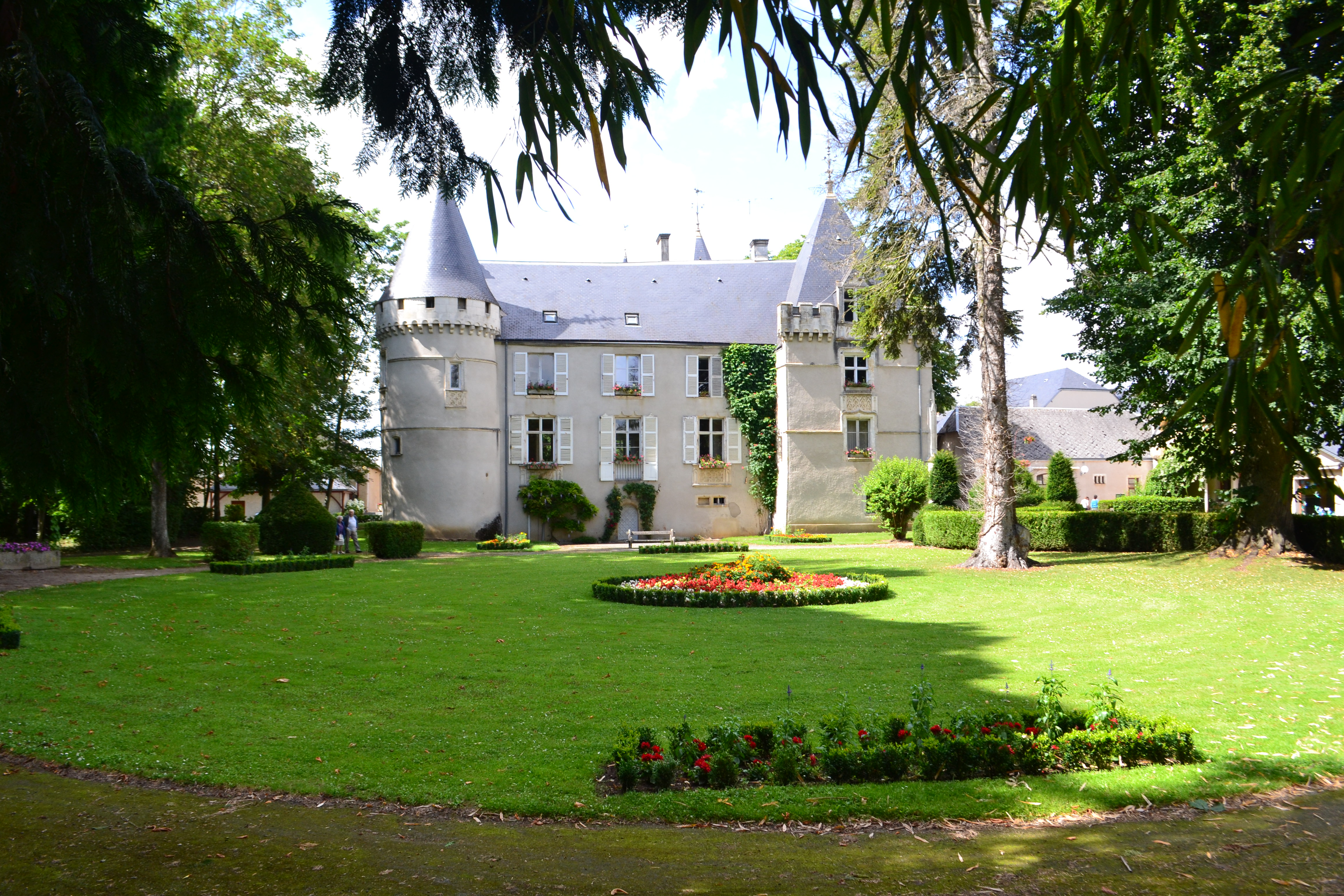
Le château néo-gothique et le parc en 2012.
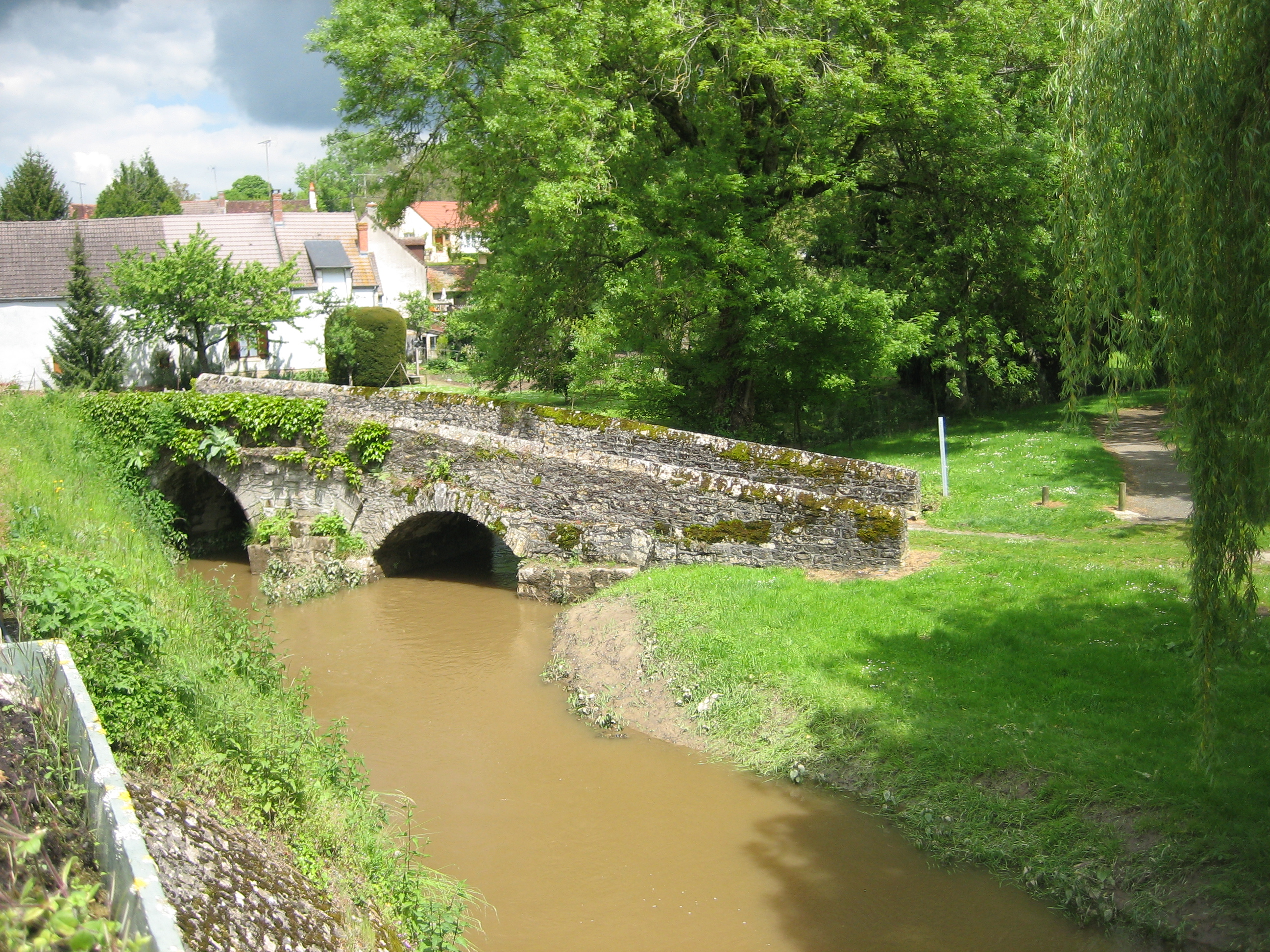
Les vestiges du vieux pont de la route de La Châtre en 2013.

### Personnalités liées à la commune
- Paul-Émile Pascaud, abbé, né à Argenton-sur-Creuse en 1833[Note 5], ordonné prêtre en 1858. Vicaire à La Châtre pendant quelques mois, il est le curé de Lacs de 1859 à 1864, puis, pendant cinq ans, aumônier au lycée de Châteauroux et enfin curé de Montgivray de 1869 jusqu'à sa mort en 1885[Note 6][54],[Note 7]. Il rédige en 1874, dans le style fleuri et poétique en usage à l'époque, une Histoire de Montgivray qui est publiée, après sa mort, en fascicules dans la Revue du Centre[55] en 1888-1889, sous le titre Montgivray, présentée par une courte note signée E. H. (Eugène Hubert).
- Jean Toury (1911-2003), né à Montgivray, député de l'Indre de 1962 à 1967.
- Jean Pacton (1925-1944), résistant pendant la Seconde Guerre mondiale, mort dans la commune.
- M. Le Louet, ancien de l'Escadron Normandie-Niemen, originaire de la commune[réf. nécessaire]. Une place (Normandie-Niemen) a été inaugurée à Montgivray le 10 mai 2009.
- Dominique Bijotat (1961-), ancien footballeur.